# Priory House
A Priory House 18. századi műemlék épület a walesi Monmouth központjában. Az épület 1974. augusztus 15. óta II. kategóriás brit műemléknek (British Listed Building) számít. Az épület három szintes, modern, sötétvörös cserépből kirakott tetővel. Építése óta többször is átépítették. A 19. század első felében az épület adott otthont a Monmouthi Klasszikus Akadémiának (angolul: Monmouth Classical Academy), ami tulajdonképpen egy magán bentlakásos iskola volt. 1830-tól az iskolát J. Gosling tiszteletes vezette. Az itt tanulók éves díja húsz font volt. Három fontba került a görög és latin nyelvek oktatása, szintén háromba a matematika, négybe a francia nyelv és két fontba a földrajz. Az épületben ma a brit konzervatív párt helyi klubja működik.

## Fordítás
- Ez a szócikk részben vagy egészben  a   Priory House, Monmouth című angol Wikipédia-szócikk ezen változatának fordításán alapul.  Az eredeti cikk szerkesztőit annak laptörténete sorolja fel. Ez a jelzés csupán a megfogalmazás eredetét és a szerzői jogokat jelzi, nem szolgál a cikkben szereplő információk forrásmegjelöléseként.